# Joseph LeConte
Joseph LeConte est un médecin, physicien, géologue et acteur de la conservation de la nature américain né le 26 février 1823 dans le comté de Liberty, en Géorgie, et mort le 6 juillet 1901 dans la vallée de Yosemite, en Californie. Il se distingue d'abord comme géologue puis comme philosophe en donnant une nouvelle impulsion à l'idéalisme philosophique par la généralisation qu'il fait de la théorie de l'évolution.

## Biographie
Joseph LeConte est né en 1823 dans le comté de Liberty en Géorgie, aux États-Unis. Il est issu d'une ancienne famille huguenote. Il commence par étudier la médecine au Collège des Médecins et Chirurgiens de New York et obtient son doctorat en 1845. Après avoir pratiqué la médecine pendant trois années, LeConte se passionne pour la géologie et entame à nouveau des études, cette fois en géologie et en physique. En 1851, il devient professeur de sciences naturelles à l'Université Oglethorpe à Midway en Géorgie, puis professeur d'histoire naturelle, de géologie, de physique et de chimie dans divers établissement des États-Unis. 
Il décède d'une crise cardiaque en plein été 1901 dans la Vallée de Yosemite, en Californie, qu'il fut l'un des premiers scientifiques à explorer et dont il contribua à la préservation.

## Philosophie
La philosophie de Joseph LeConte est une forme d'idéalisme à caractère religieux qui exercera une influence notable sur l'idéalisme de Josiah Royce, son étudiant, et sera relayé dans les milieux philosophiques universitaires aux États-Unis. 
Tout en soutenant une vision idéaliste de la nature, LeConte accorde un très grand rôle à la théorie de l'évolution de Charles Darwin. Il pense que l'« évolution est absolument certaine […] en tant que loi de dérivation des formes à partir des formes antérieures ; en tant que loi de continuité, en tant que loi universelle […] elle n'est pas seulement certaine, elle est axiomatique. » Par « axiomatique », LeConte signifie qu'elle est un principe explicatif suffisant qui n'a pas lieu lui-même d'être expliqué. Par ailleurs, LeConte voit dans l'évolution et son processus de différenciation, l'explication de la liberté humaine. À l'origine et jusqu'à l'apparition de la vie, Dieu était immanent à la nature sous la forme d'une énergie :
«  Je tiens les forces physiques et chimiques ou forces de la nature inerte pour une parcelle de l’Énergie divine omniprésente à l'état diffus, non individualisée. Elles ne sont pas actives par elles-mêmes, mais leur manifestation est directement déterminée par l’Énergie divine. »
Puis, au cours de l'évolution, cette énergie s'individualise progressivement : de matière inerte elle devient germe chez les plantes, embryon vivant chez l'animal et atteint son individuation maximale avec l'homme. Pour LeConte, la caractéristique essentielle de l'homme en tant qu'être de liberté réside justement dans cette « individuation complète », dans la « séparation de l'esprit » à partir « du fonds général d'énergie divine répandu dans la nature. »
Cette séparation de l'homme libre d'avec Dieu n'est pas morale, elle est seulement physique. Elle ne doit pas non plus être interprétée négativement, mais au contraire positivement, car c'est par elle que l'esprit de l'homme « parvient par l'évolution à une nouvelle naissance spirituelle et à une plus haute liberté morale, comme homme régénéré. », comme « homme Dieu » en la « Divine Personne » du Christ.

## Publications principales

### Articles
- « Man's Place in Nature » (1878)
- « Evolution in Relation to Materialism » (1881)

### Ouvrages

#### en philosophie
- The Conception of God (1897)
- Religion and Science (1874)
- Evolution, Its Nature, Its Evidence and Its Relationships to Religious Thought (1888)

#### en science
- The Correlation of Physical, Chemical and Vital Force (1859)
- Elements of Geology (1878)

#### Autobiographie
- Autobiography (1913)

## Hommage
Le glacier LeConte, en Alaska, a été nommé en son honneur.